# Брандис, Луис
Луис Брандис (англ. Louis Dembitz Brandeis; 1856—1941) — американский юрист, в честь которого назван Брандейский университет. Член Верховного суда Соединенных Штатов с 1916 по 1939 годы. Первый судья Верховного суда США иудейского вероисповедания.

## Биография
Родился 13 ноября 1856 года в Луисвилле, штат Кентукки, в семье еврейских родителей-иммигрантов из Богемии — Adolph Brandeis и Frederika Dembitz, где было четверо детей и Луи был младшим из них.
Во время Гражданской войны в США семья была вынуждена временно искать спасение в Индиане. Затем, беспокоясь по поводу американской экономики, отец перевёз в 1872 году семью в Европу, откуда они снова приехали в США в 1875 году.
В 14 лет Луи окончил школу Louisville Male High School. Находясь с 1872 года в Европе, учился в дрезденской школе Annen-Realschule. Вернувшись в США в 1875 году, учился в Гарвардской юридической школе, которую окончил в возрасте двадцати лет и вступил здесь в Pow-Wow club. После окончания института остался в Гарварде ещё на год, где продолжал изучать право по собственному выбору, зарабатывая на жизнь репетиторской деятельностью. В 1878 году он начал работать в юридической фирме в Сент-Луисе, где в юридическом журнале опубликовал свою первую работу. После семи месяцев рутинной работы принял предложение своего гарвардского однокурсника Сэмюэла Уоррена (англ. Samuel Dennis Warren) создать юридическую фирму в Бостоне. Они были близкими друзьями в Гарварде, Уоррен происходил из богатой бостонской семьи и данный союз предполагал выгодное взаимодействие. В ожидании открытия фирмы, чтобы получить будущих клиентов, Брэндайс стал работать у Горация Грея (англ. Horace Gray), главного судьи Верховного Суда штата Массачусетс.

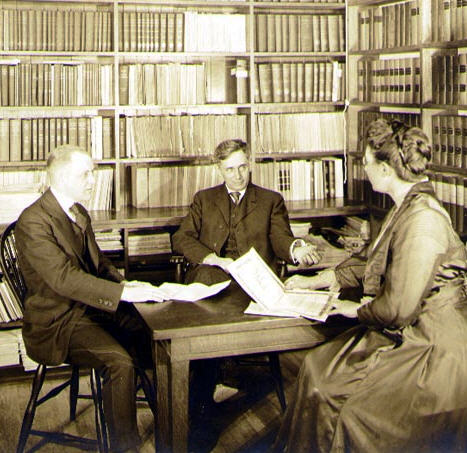
Брэндайс (в центре) в собственном офисе, 1916 год

Проработав клерком у Грея два года, Луи продолжил свою деятельность с Уорреном в их собственной юридической фирме, которая была весьма успешной. В это время главный судья штата Мелвилл Фуллер (англ. Melville Fuller) рекомендовал ему для сотрудничества одного из лучших адвокатов на Востоке США. Фирма Брандейса и Уоррена, начав свою деятельность в 1879 году, работает и в настоящее время под именем Nutter McClennen & Fish.
Вскоре Луи Брэндайс стал лидером прогрессивного движения, провозгласившего закон как инструмент для социальных изменений. Провёл немало успешных дел, включая расследование Pinchot-Ballinger, где поддержал природоохранное движение в США. Участвовал в президентской кампании 1912 года, поддерживая кандидата Вудро Вильсона, ставшего президентом.
Луи Брэндайс ушёл в отставку в 1939 году. В качестве своего преемника он предложил кандидатуру главы Комиссии по ценным бумагам и биржам Уильяма О. Дугласа. Президент Рузвельт выдвинул Дугласа на освободившееся место, и вскоре тот был утверждён Сенатом США. Дуглас впоследствии дольше всех занимал должность судьи Верховного суда США.
Брэндайс умер от сердечного приступа 5 октября 1941 года в Вашингтоне. Был кремирован и похоронен вместе с прахом жены на родине в Луисвилле.
В 1973 году он был избран в Зал славы великих американцев, где ему пока не установлен обязательный бюст.

### Личная жизнь
В 1890 году Брэндайс обручился с Элис Голдмарк (англ. Alice Goldmark), которая была дочерью Джозефа Голдмарка, врача, являвшегося братом композитора Карла Голдмарка, который тоже эмигрировал в Америку из Австро-Венгрии после революции 1848 года. Они поженились 23 марта 1891 года в доме её родителей в Нью-Йорке. Затем молодожёны переехали в собственный скромный дом в местечко Beacon Hill рядом с Бостоном. В семье родились две дочери — Сьюзен (в 1893 году) и Элизабет (в 1896 году).
Элис поддержала решимость своего мужа посвятить большую часть своего времени на общественные цели. Семья жила в достатке и без излишеств. Они приобрели дом для отдыха (дачу) в городке Dedham, штат Массачусетс, где проводили многие свои выходные и летние каникулы. Луи и Элис избегали роскошных приёмов и официальных вечеров, не жили в роскошных отелях во время своих путешествий. Будучи состоятельным человеком, Брэндайс не соответствовал общепринятому стереотипу богатого человека — он был членом поло-клуба, но не играл в поло; он не имел яхт, но имел каноэ, в котором плавал по реке рядом со своей дачей.
После смерти Луи и Элис Брэндайс были кремированы и их прах погребён в портике школы University of Louisville Louis D. Brandeis School of Law — школы права Луисвиллского университета, старейшей правовой школы в Кентукки (основана в 1846 году), носящей имя выдающегося юриста Соединённых Штатов.